# Avebury (Ort)
Avebury ist ein kleiner Ort mit etwa 450 Einwohnern und eine Gemeinde in Wiltshire, Südengland. Ein großer Teil des Ortes ist von einem prähistorischen Steinkreis umgeben, der ebenfalls als Avebury bezeichnet wird. Die Gemeinde umfasst auch die benachbarten Weiler (hamlets) Avebury Trusloe, Beckhampton und West Kennett.

## Lage
Avebury liegt etwa 25 km (Fahrtstrecke) nördlich von Stonehenge in einer Höhe von ca. 165 m; ganz in der Nähe des Ortes befinden sich der ca. 40 m hohe Silbury Hill sowie das Hügelgrab (dolmen) des West Kennet Long Barrow. 

## Bevölkerung
Die Einwohnerzahlen des Ortes (ca. 450) und der Gemeinde (ca. 600) sind seit Jahrzehnten weitgehend stabil. Man lebt von der Landwirtschaft und vom Tourismus.

## Geschichte
Die erste Erwähnung des Ortes findet sich bereits im Domesday Book unter den ursprünglichen Namen East Kennett und West Kennett, die bis mindestens 1086 in Gebrauch waren. Während seiner gesamten frühen Geschichte war die Abgrenzung gegen die Nachbarorte nicht klar definiert. Meist wird als Ostgrenze der Ridgeway und im Südwesten eine alte Römerstraße angegeben. Die heutige Hauptstraße durch die Gemeinde ist die frühere Hauptverbindung zwischen Bath und London.
Im 14. Jahrhundert sind ca. 130 steuerpflichtige Einwohner nachweisbar, im 19. Jahrhundert hatte der Ort ungefähr 500 Einwohner insgesamt. Avebury lag zunächst in der Umgebung der Kirche, breitete sich aber im frühen 18. Jahrhundert in den Steinkreis aus. Die Wirtschaft ist bis heute von der Landwirtschaft geprägt. Bis 1940 existierte eine kleine Schule im Ort.

## Sehenswürdigkeiten

### Megalithanlagen im Ort und seiner Umgebung
Der Steinkreis von Avebury ist eines der ausgedehntesten Megalithmonumente auf den britischen Inseln. Er besteht aus mehreren Teilen, die zu unterschiedlichen Zeiten angelegt wurden. Die ältesten Erdwerke werden auf die Zeit von 3400 bis 2600 v. Chr. datiert. Die Steinkreise und Alleen stammen aus jüngeren Perioden. Seit dem 14. Jahrhundert begann die örtliche Bevölkerung, Teile der Anlagen zu entfernen, um Ackerland oder Baumaterial zu gewinnen.
Die wissenschaftliche Erforschung des Steinkreises begann im Jahr 1648 mit einem Besuch und einem ersten Bericht John Aubreys, im 18. Jahrhundert beschrieb William Stukeley den damaligen Zustand. In den 1930er-Jahren unternahm der Archäologe Alexander Keiller einen ersten Versuch, Teile der Anlage wiederherzustellen. Seit 1943 wird das Gebiet vom National Trust verwaltet; seit 1986  gehört Avebury zusammen mit Stonehenge, Silbury Hill und weiteren damit verbundenen Fundstätten zum UNESCO-Welterbe.
Darüber hinaus existieren in der näheren Umgebung weitere prähistorische Fundstätten wie West Kennet Long Barrow und West Kennet Avenue.

### Kirche und Dorfbrunnen
Die Dorfkirche St. James zeigt im Kirchenschiff Bausubstanz und zwei Fenster aus dem 11. Jahrhundert. Im 13. Jahrhundert wurde sie als Allerheiligenkirche geführt, heute ist sie dem Apostel Jakobus geweiht.
Der im Ort gelegene Pub The Red Lion wirbt damit, der weltweit einzige Pub zu sein, der von einem Steinkreis umgeben ist. Er wurde um den alten Dorfbrunnen herum errichtet, der heute von einer Glasplatte verschlossen ist und so als Esstisch genutzt wird. Eine Inschrift am Rand des Brunnes behauptet, wenigstens ein Dorfbewohner sei bei einem Sturz in diesen Brunnen ums Leben gekommen.

### Herrenhaus Avebury Manor
Das Herrenhaus Avebury Manor, das mit der umfangreichen Gartenanlage am Rand des Ortes liegt, gehört zum Besitz des National Trust. Es steht auf dem Gelände eines ehemaligen Benediktinerklosters.
Das mittelalterliche Kloster wurde im Jahr 1114 als Tochterkloster von Saint Georges de Boscherville bei Rouen in der Normandie gegründet. Im Laufe des Hundertjährigen Krieges übertrug Henry V den Besitz des Klosters an die Kirche von Fotheringhay in Northamptonshire, die die Ländereien bis zur Auflösung der englischen Klöster im 16. Jahrhundert verwaltete.

### Zehntscheune
Die Zehntscheune (Great Barn) steht auf dem Old-Farmyard-Gelände, auf dem sich auch das Alexander-Keiller-Museum befindet. Sie stammt aus dem 17. Jahrhundert und ist eines der jüngsten und schönsten Monumente seiner Art in England.

## Erwähnung in den Medien
- Avebury war Schauplatz der Fernsehserie „Children of the Stones“ aus dem Jahre 1977, in der der Ort und seine Bewohner durch die Steine des Steinkreises kontrolliert wurden.
- Robert Goddards Roman „Sight Unseen“ von 2005 spielt hier.

## Fotos

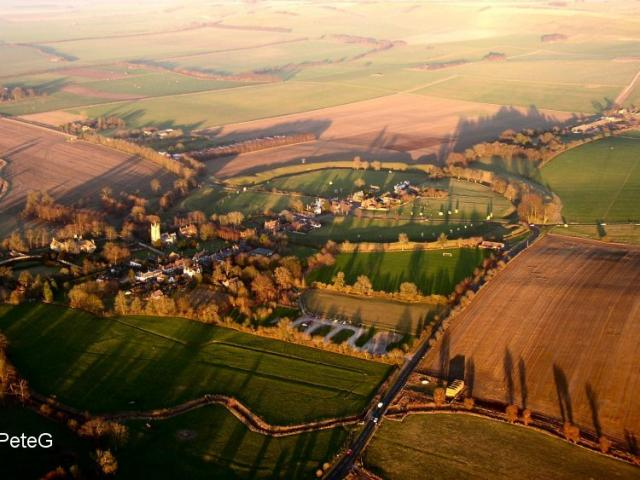
Luftbild des Ortes
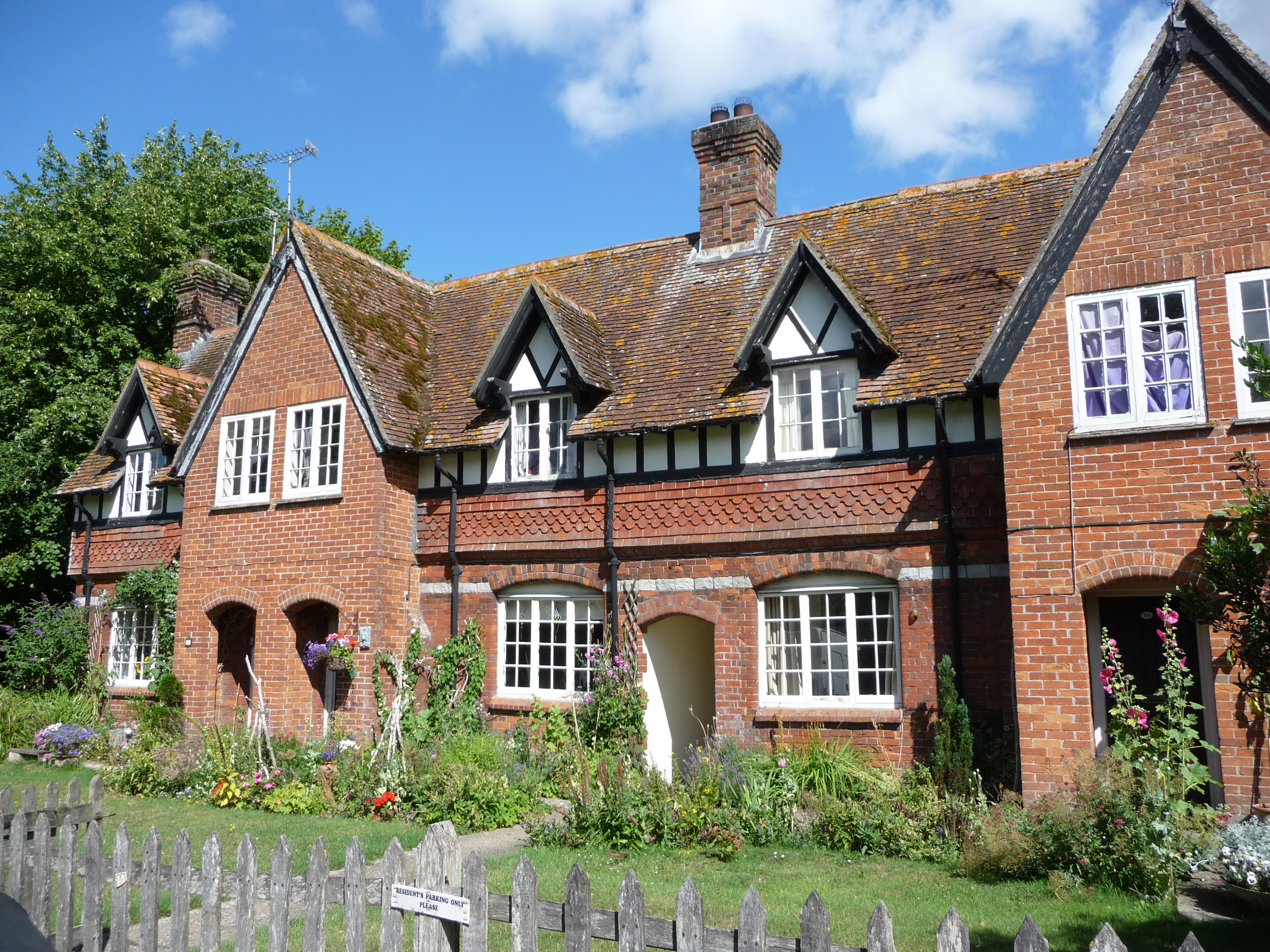
Haus im Ort
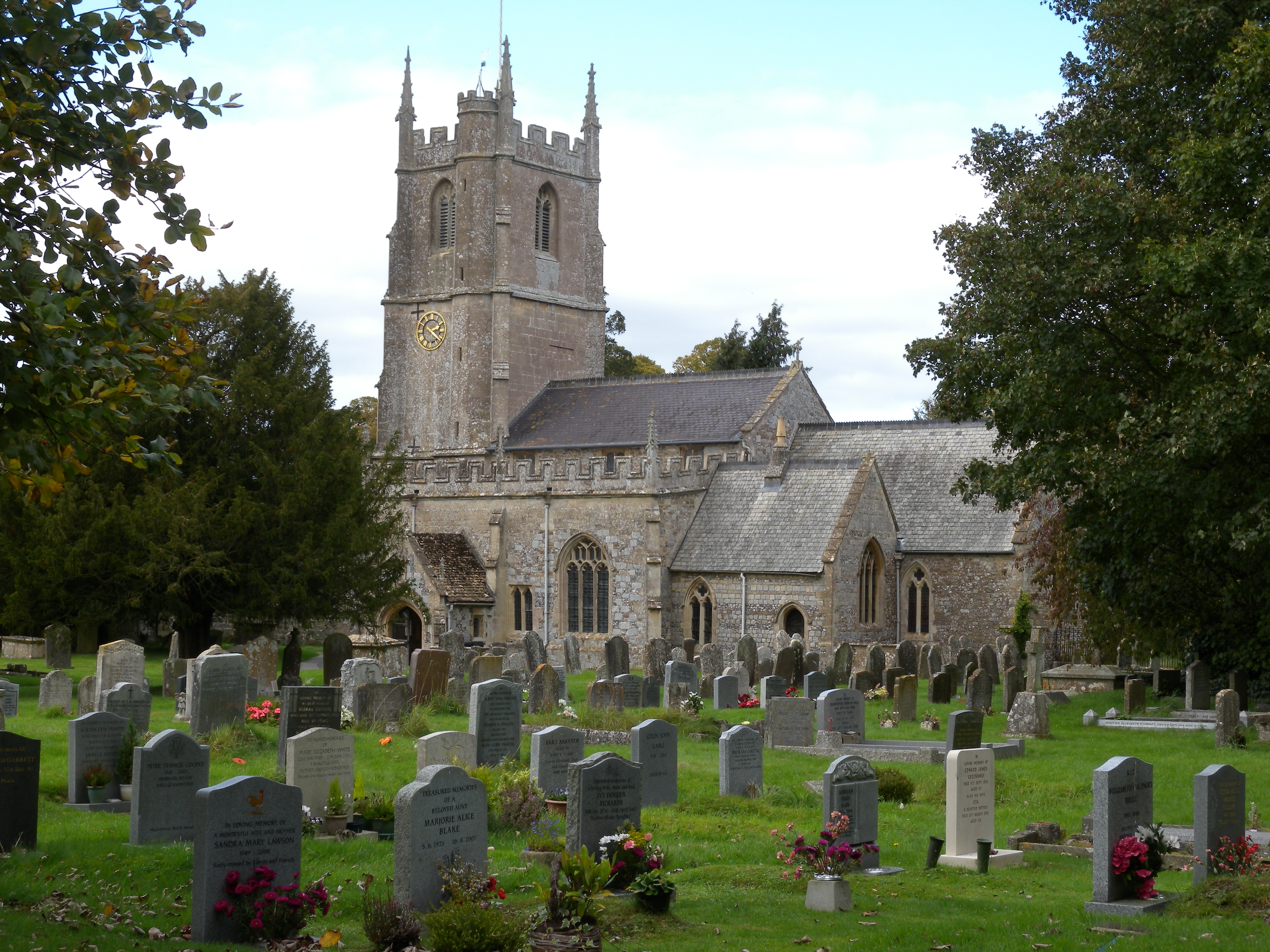
Dorfkirche St James
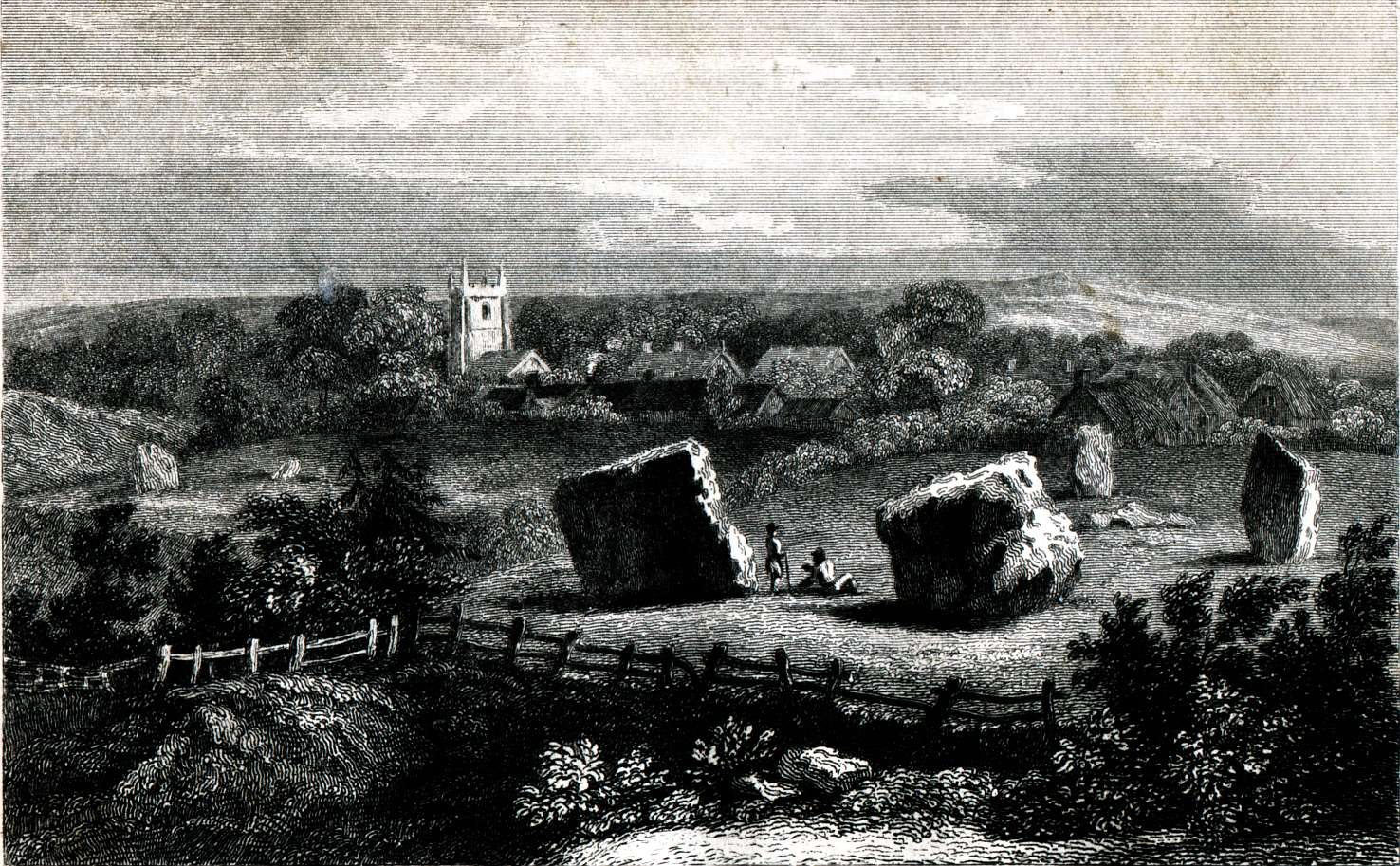
Darstellung von Steinkreis und Ort aus dem Jahr 1830
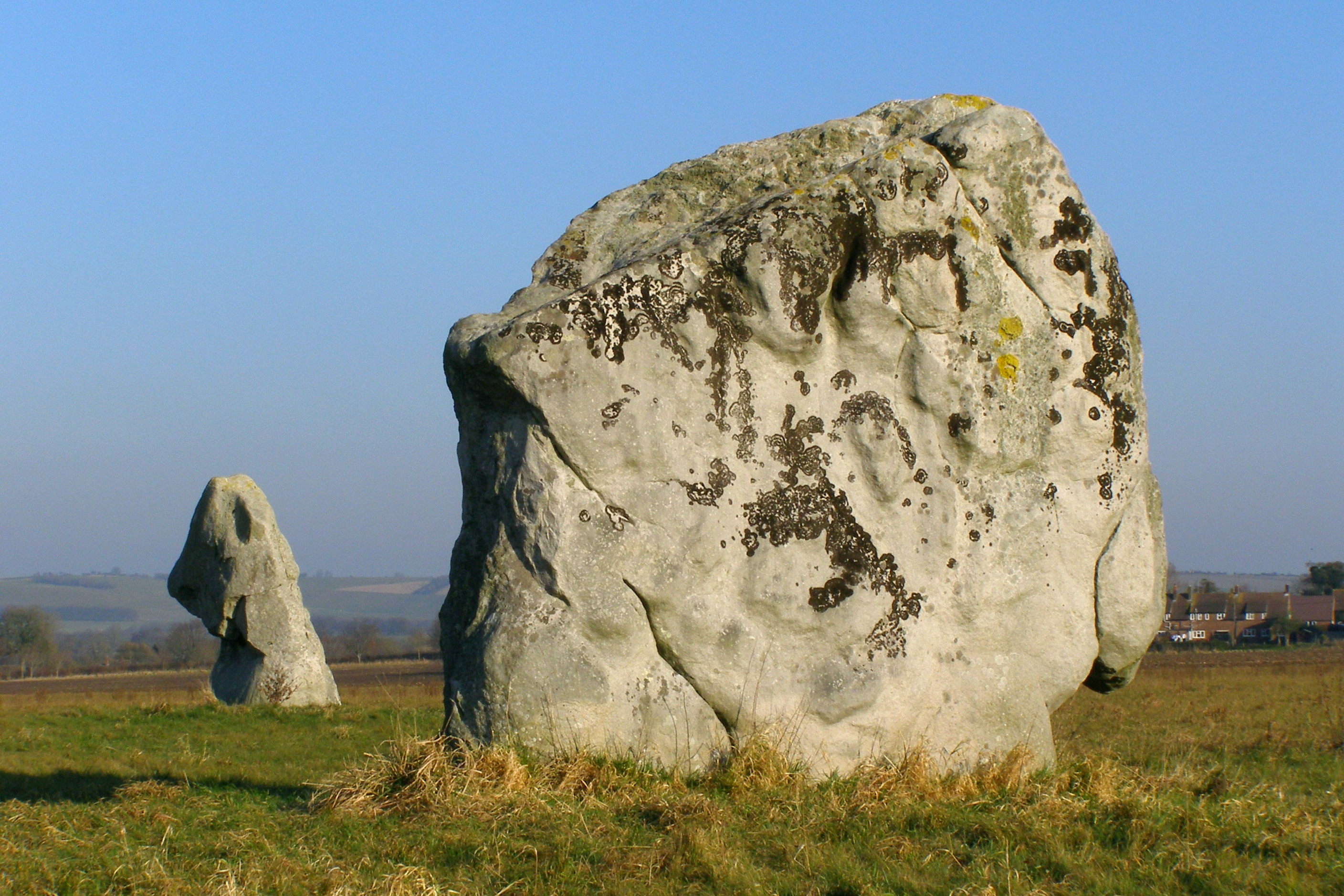
Zwei der Steine, die als Adam and Eve bezeichnet werden